# El Palmar (Buenavista del Norte)
El Palmar es una de las entidades de población que conforman el municipio de Buenavista del Norte, en la isla de Tenerife —Canarias, España—.

## Geografía
Se encuentra situado en el valle del mismo nombre, en el macizo de Teno, a unos seis kilómetros del casco urbano de Buenavista del Norte y a una altitud media de 600 m s. n. m.
El barrio cuenta con un centro de educación infantil y primaria, con la iglesia de la virgen de la Consolación, un consultorio médico, un centro cultural, un mercadillo del agricultor, una biblioteca, una oficina de Correos, farmacia, algunos pequeños comercios, bares y restaurantes, así como con plazas públicas y parques infantiles. Aquí se encuentran también la oficina de gestión parque rural de Teno, estando toda la localidad incluida en este espacio natural protegido.

## Historia
Fue fundado por los conquistadores castellanos atraídos por la fertilidad de sus tierras. Es el caserío más antiguo del Valle del Palmar y en él tuvo mucha importancia el cultivo de cereal.

## Demografía
| Año        | 2000 | 2005 | 2010 | 2015 | 2020 |
| ---------- | ---- | ---- | ---- | ---- | ---- |
| Habitantes | 544  | 555  | 494  | 414  | 378  |

## Fiestas
El Palmar celebra sus fiestas en honor a Nuestra Señora de la Consolación la última quincena de septiembre.
Dentro de estas fiestas se desarrolla el Baile de las libreas, un baile ancestral que data del siglo xvii en el que se representa la lucha entre el bien y el mal. En él tres parejas bailan al son de un tajaraste detrás del diablo con la intención de ahuyentarlo.
Durante los siete días previos a la onomástica de la virgen replican, cada doce horas desde las seis de la mañana, las campanas de la iglesia de Nuestra Señora de la Consolación. Esta tradición se remonta a la segunda mitad del siglo xvi para comunicar la llegada de las fiestas. Antes de 1870, año en el que se construyó la moderna iglesia, esta tradición se llevaba a cabo en la primitiva ermita de la finca del Partido del Conde.

## Comunicaciones
Se accede al barrio a través de la carretera de Masca TF-436 que une Buenavista con Santiago del Teide.

### Transporte público
En autobús ―guagua― queda conectado mediante las siguientes líneas de TITSA:
| Línea | Trayecto                          | Recorrido     |
| ----- | --------------------------------- | ------------- |
| 355   | Buenavista-Masca-Valle Santiago   | Horario/Línea |
| 365   | Buenavista-Masca                  | Horario/Línea |
| 366   | Buenavista-El Palmar-Las Portelas | Horario/Línea |

## Lugares de interés
- Iglesia de nuestra señora de la Consolación ―siglo xviii―
- Oficina de gestión del parque rural de Teno
- Mercadillo del agricultor de El Palmar
- Escultura en Homenaje al Baile de Las Libreas
- Lavadero de Las Palmas
- Casa rural del Herrero
- Casa rural del Molino
- Miradores de Baracán y de El Palmar
- Zona recreativa y de acampada de Los Pedregales

## Galería

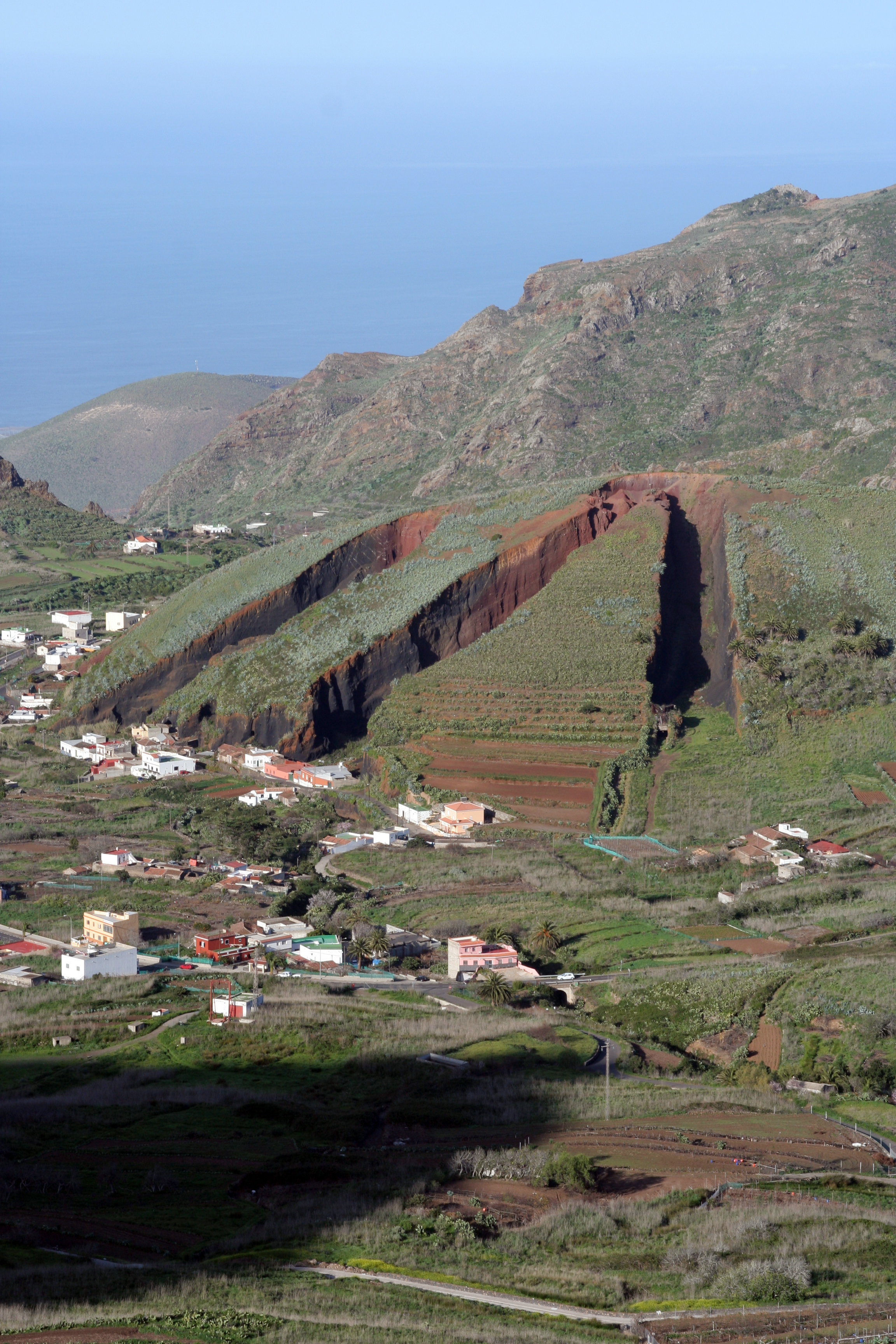
Vista de El Palmar.
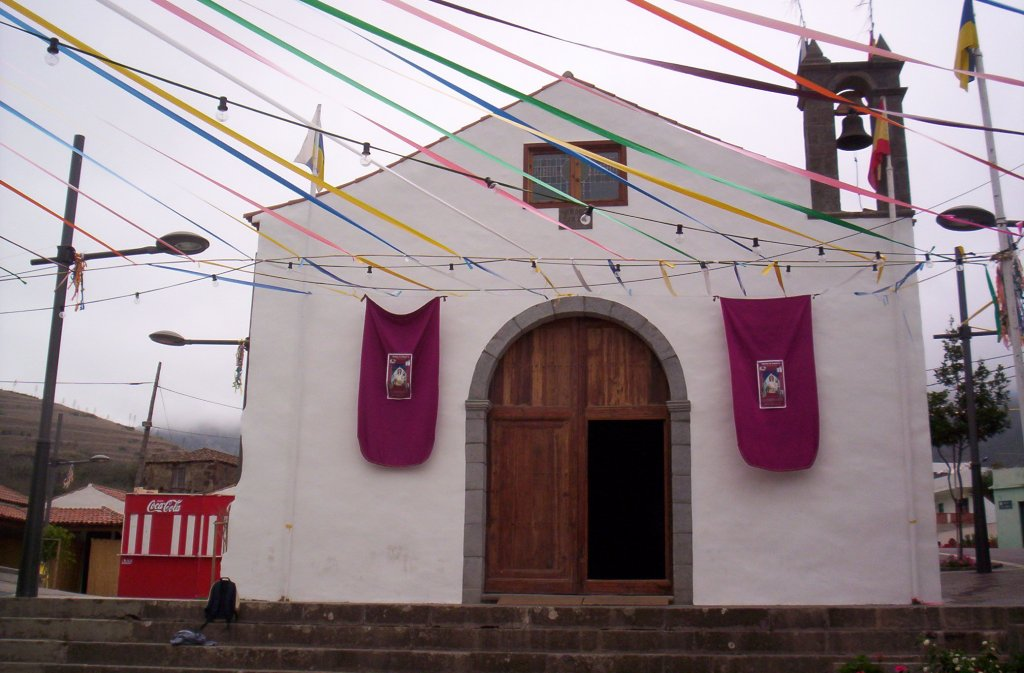
Iglesia de nuestra señora de la Consolación durante las fiestas de 2007.
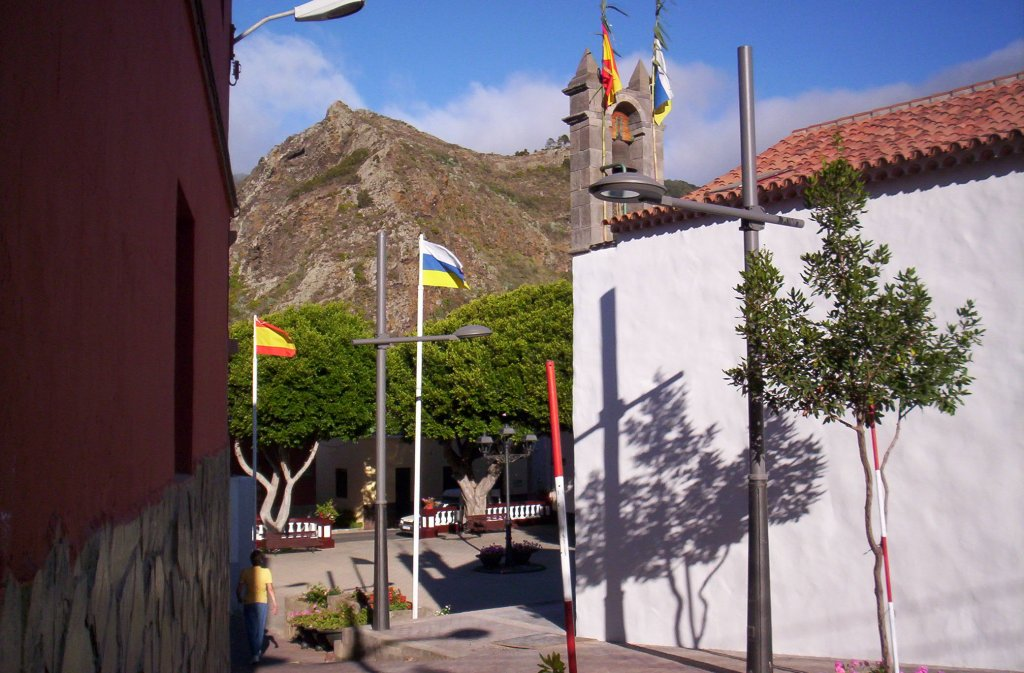
Plaza de la iglesia.